# Stenotabanus nervosus
Stenotabanus nervosus är en tvåvingeart som först beskrevs av Charles Howard Curran 1931.  Stenotabanus nervosus ingår i släktet Stenotabanus och familjen bromsar.
Artens utbredningsområde är Puerto Rico. Inga underarter finns listade i Catalogue of Life.